# Christopher Brandeborn
Christopher Brandeborn, född 5 mars 1991, är en svensk fotbollsspelare.

## Klubbkarriär
Brandeborns moderklubb är Gideonsbergs IF. Han spelade mellan 2008 och 2010 för Skiljebo SK samt mellan 2011 och 2012 för Degerfors IF. I januari 2013 skrev han på ett treårskontrakt med Assyriska FF.
Inför säsongen 2016 skrev han på för IF Brommapojkarna. I december 2016 förlängde han sitt kontrakt med ett år. I december 2017 förlängde Brandeborn sitt kontrakt med ytterligare ett år. Efter säsongen 2018 lämnade han klubben.

## Landslagskarriär
Brandeborn har spelat en landskamp för Sveriges U19-landslag.